# XXIII級潛艇
XXIII級潛艇（德語：Klasse XXIII、或稱Typ XXIII）是納粹德國海軍在第二次世界大戰後期使用的一級潛艇，不同於XXI級潛艇用於大西洋海戰作為獵殺商船主力，XXIII級潛艇主要用於近海與淺水區，包括黑海、北海和地中海。XXIII級潛艇的體積相當的小，因此僅能攜帶2枚魚雷（需於艇外裝填），然而它擁有通氣管和大量电池使其擁有較以往潛艇長上許多的潛航時間和速度。戰後XXIII級潛艇和XXI級潛艇皆成了近代潛艇的設計雛型。

## 背景
當XXI級潛艇於1942年晚期開始研製時，海軍中有人提出應開發更小版本的XXI級潛艇，並使用相同的技術已取代過時的II級潛艇。德國海軍潛艇部隊總司令海軍上將卡爾·鄧尼茲另外提出2個要求：
1. 為了能夠使用、佈署於地中海和黑海，此潛艇必須要能經由鐵路運送。
2. 這艘潛艇的武備必須使用制式21吋的潛艇發射管。

XXIII級潛艇的開發受到了德國軍方的高度關注，研製人員為了節省開發時間也盡可能的採用現有的設計，海爾穆勒·瓦爾特（Hellmuth Walter）博士就以先前XXI級潛艇的設計為基礎研發。1943年6月30日同時在德國、義大利和蘇聯各地開始研製和建造，承包商則為位於漢堡的德意志造船廠（Deutsche Werft）。
同XXI級潛艇，XXIII級潛艇也採用分節組裝建造的方法，各部份的生產由不同分包商所負責。其中U-2446至U-2460是由位於德佔蘇聯地區的尼古拉耶夫州當地船廠所建，原本打算在1944年5月1日時分配給林茲（Linzner）的造船廠，但隨著蘇聯的反攻逼進而取消。最後其主要建造船廠就分配到了位於基爾的日耳曼尼亞造船廠（Germaniawerft）和位於漢堡的德意志造船廠，日耳曼尼亞造船廠負責生產51艘，而德意志造船廠則為49艘。最後原本下單280艘的XXIII級潛艇僅有61艘投入服役，並只有6艘進行了戰鬥巡弋。

## 設計
XXIII級潛艇為全焊接單殼結構艦體（為第一艘單殼體結構潛艇），艦身採流線型，只保留相對較小的指揮塔和柴油引擎排煙時的整流罩與消音器，並有著非常平滑的上層甲板。按照瓦爾特原來的設計，XXIII級潛艇後來還配備了原本瓦爾特設計時沒有的水上滑艇。為了能夠以火車運輸，潛艇的體型受限很大，以配合鐵軌的裝載限界（Loading gauge），運輸時要將船體分成4份，並將艦橋分離。機限制下，船頭也被設計的盡可能地短，這也使它只能配裝2個魚雷發射管和2枚魚雷射完後不能從艦內直接重新裝填，必須藉由其他船隻將魚雷運到船頭、排出船頭魚雷管的水後才能重裝。
XXIII級潛艇的性能被證明是相當不錯的，不管是水上還是潛航都擁有頗佳的機動性。它的急速下潛最短時間為9秒鐘，最大潛水深度為180公尺，潛航速度可達12.5節，水面航行速度則為9節，也可以使用通氣管以10.5節速度潛航。

## 生產
第一艘XXIII級潛艇U-2321於1944年4月17日在德意志造船廠的漢堡港下水，那是僅有6艘XXIII級潛艇於1945年初對英倫三島進行過戰鬥巡弋的其中一艘潛艇。最後有48艘潛艇由德意志造船廠完成，13艘由日耳曼尼亞造船廠完成。最後一艘XXIII級潛艇為U-4712，於1945年3月1日下水。

## 服役紀錄
6艘進行過戰鬥巡弋的XXIII級潛艇—U-2321、U-2322、U-2324、U-2326、U-2329和U-2336沒有一艘被盟軍船隻擊沉，它們還擊沉了排水量共7,392總噸的4艘船隻。第一艘進行戰鬥巡弋的XXIII級潛艇為U-2324，於1945年1月18日於基爾港出發，雖然它倖存於戰後，但並未擊沉過任何船隻。第一艘接戰的XXIII級潛艇為U-2322，由海軍中尉福里狄杰夫·海克爾（Fridtjof Heckel）指揮，於1945年2月6日從挪威基地出發，於英國東部海域、諾森伯蘭郡等地攻擊船團，於2月25日擊沉艾格哈姆號（Egholm）商船。自與U-2322相同港口出發的U-2321也於聖阿布斯海角（St Abbs Head）擊沉商船戈斯瑞號（Gasray）。由海軍上尉艾米爾·克虜什米爾（Emil Klusmeier）指揮的U-2336於1945年5月7日擊沉了在福斯灣擊沉貨輪舍德蘭一號（Sneland I）和雅雲戴爾號（Avondale），為盟軍於二戰最後兩艘被德國潛艇擊沉的船隻。當這兩艘船於當日23:03被擊沉後不到1小時，德國官方宣佈投降，有人認為克虜什米爾並未遵守鄧尼茲的停火命令而執意攻擊，但克虜什米爾事後表示它並未收到命令。

## 損失
7艘XXIII級潛艇因為各種原因而損失了：
- U-2323於1944年7月26日因為觸雷而沉沒。
- U-2331於1944年10月10日的訓練意外而沉沒。
- U-2338於1945年5月4日在出擊前被美鬥士戰鬥機（Beaufighter）所擊沉，共12名艇員陣亡。
- U-2342於1944年12月26日因為觸雷而沉沒。
- U-2344於1945年2月18日被U-2336所撞沉。
- U-2359於1945年5月2日被盟軍飛機擊沉。
- U-2367於1945年5月5日與一艘不明德國潛艇相撞而沉沒。

另外有31艘XXIII級潛艇於1945年5月31日被德國潛艇艇員自行鑿沉，還有20艘向盟軍投降或在舷窗行動中被鑿沉，最後僅有3艘XXIII級潛艇倖存，分別為U-2326（後來的英國潛艇N-35）、U-2353（後來的英國潛艇N-31），和U-4706（後來挪威潛艇小木人號（Knerter））。

## 戰後
戰後一艘XXIII級潛艇根據波茲坦協定分配給了蘇聯，而據傳另外還有一艘於1948年被蘇聯所打撈。1956年，德國海軍打撈了2艘XXIII級潛艇，分別為U-2365（於1945年鑿沉於卡特加特海峽）和U-2367（於施萊明德（Schleimünde）一地與另一艘潛艇互撞沉沒），分別命名為鯊魚號（U-Hai）和長矛號（U-Hecht），艦編號為S-170和S-171。鯊魚號之後於1966年9月在多格滩附近因為強風而沉沒，艦上約有20人因此罹難。這2艘XXI級潛艇的使用經驗也衍生出日後的206型潛艇。

## 同級艇列表
| - U-2321 - U-2322 - U-2323 - U-2324 - U-2325 - U-2326 - U-2327 - U-2328 - U-2329 - U-2330 - U-2331 - U-2332 - U-2333 - U-2334 - U-2335 - U-2336 | - U-2337 - U-2338 - U-2339 - U-2340 - U-2341 - U-2342 - U-2343 - U-2344 - U-2345 - U-2346 - U-2347 - U-2348 - U-2349 - U-2350 - U-2351 - U-2352 | - U-2353 - U-2354 - U-2355 - U-2356 - U-2357 - U-2358 - U-2359 - U-2360 - U-2361 - U-2362 - U-2363 - U-2364 - U-2365 - U-2366 - U-2367 - U-2368 | - U-2369 - U-2371 - U-4701 - U-4702 - U-4703 - U-4704 - U-4705 - U-4706 - U-4707 - U-4709 - U-4710 - U-4711 - U-4712 |

## 資料來源
1. 1 2  Polmar, p. 322
2. ↑  Williamson & Palmer, p. 37
3. ↑  Williamson, p. 63
4. ↑  Williamson, pp. 64-65
5. ↑  Lundy, Iain. . The Scotsman. 25 January 2005. （原始内容存档于2011-06-05）.